# Aegeankatt
Aegeankatt (grekiska: γάτα του Αιγαίου) är en lantras av tamkatt som härstammar från Kykladerna i Grekland. Aegeankatt räknas inte som en egen kattras av något uppfödarförbund, utan räknas således som huskatter. De är vanliga som förvildade katter i Grekland, där de håller till vid fiskehamnar och tigger om mat. I Grekland betraktas aegeankatten som en nationalskatt. 
Aegeankatten är medelstor, muskulös och semilånghårig. Pälsen är två- eller trefärgad; en av färgerna är alltid vit, och tar upp mellan 1/3 och 2/3 av kroppen. Andra färger kan vara svart, röd, blå eller creme - med eller utan tabbymönster. Tassarna är medelstora och har en rund form. Öronen har en bred botten och rundade toppar. Ögonen är mandelformade och har en grön nyans.